# Pintarroxo
Pintarroxo é o nome comum de várias espécies de aves passeriformes da família dos fringilídeos. Esta designação é popular e não corresponde a nenhum clado taxonômico, visto que os pintarroxos podem pertencer a vários géneros:
- Género Carduelis:
  - Carduelis flammea ou Pintarroxo-de-queixo-preto
  - Carduelis hornemanni ou Pintarroxo-de-hornemann
  - Carduelis flavirostris ou Pintarroxo-de-bico-amarelo
  - Carduelis cannabina ou Pintarroxo-comum
- Género Carpodacus
  - Carpodacus erythrinus ou Pintarroxo-carmíneo
  - Carpodacus roseus ou Pintarroxo-róseo
  - Carpodacus rubicilla ou Pintarroxo-grande
- Género Rhodopechys
  - Rhodopechys githaginea ou Pintarroxo trombeteiro
- Género Pinicola
  - Pinicola enucleator ou Pintarroxo-de-bico-grosso